# アブドゥルアズィーズ・アル＝マカーリハ
アブドゥルアズィーズ・アル=マカーリハ（アラビア語: عبد العزيز المقالح、1937年 - 2022年11月28日）は、イエメン出身の詩人、作家である。アルオワイス賞をイエメンの詩人で初めて受賞した。